# Kartoszyno
Kartoszyno [pronunciación en polaco: /kartɔˈʂɨnɔ/] (en casubio: Kôrtoszëno; en alemán: Kartoschin) es un pueblo ubicado en el distrito administrativo de Gmina Krokowa, dentro del Condado de Puck, Voivodato de Pomerania, en Polonia del norte. Se encuentra aproximadamente a 7 kilómetros al suroeste de Krokowa, a 20 kilómetros al oeste de Puck, y a 54 kilómetros al noroeste de la capital regional Gdańsk.
Para detalles de la historia de la región, véase Historia de Pomerania.